# Thomas Koenis
Thomas Petrus Koenis (Hoogkarspel, 11 dicembre 1989) è un ex cestista olandese.

## Palmarès
- Campionato olandese: 2

Donar Groningen: 2013-14, 2017-18
- Coppa d'Olanda: 4

Donar Groningen: 2014, 2015, 2018, 2022
- Supercoppa d'Olanda: 2

Donar Groningen: 2014, 2018